# Frederick West
Frederick Walter Stephen West, o semplicemente Fred West (Herefordshire, 29 settembre 1941 – Birmingham, 1º gennaio 1995), è stato un serial killer britannico.
Noto come il mostro di Gloucester, fu protagonista di una delle più efferate e macabre storie di cronaca nera nella Gran Bretagna del dopoguerra.
Tra il 1967 e il 1987, in parte anche con l'aiuto della sua seconda moglie Rosemary Letts (nata il 29 novembre 1953), uccise almeno 11 o 13 ragazze, molte delle quali nella stessa casa della coppia, al n. 25 di Cromwell Street a Gloucester. Si suicidò impiccandosi nella sua cella della prigione di Birmingham, mentre era ancora in attesa del processo a suo carico.

## Biografia

### Infanzia
Frederick Walter Stephen West nacque il 29 settembre 1941 a Bickerton Cottage, Much Marcle, Herefordshire, da Walter Stephen West (5 luglio 1914 – 28 marzo 1992) e Daisy Hannah Hill (20 maggio 1922 – 6 febbraio 1968). La sua era una famiglia povera di contadini, numerosa e con una figura materna molto protettiva.

Moorcourt Farm, Much Marcle, dove West visse, nel Moorcourt Cottage, dal 1946 al 1961

Nel 1946, la famiglia si trasferì nel Moorcourt Cottage a Moorcourt Farm, dove il padre di Fred lavorava come mungitore di vacche e lavorante nei campi. Il cottage dove abitavano i West non aveva elettricità ed era riscaldato da un camino. La signora West ebbe otto figli, sei dei quali sopravvissero, ma Fred fu sempre il suo prediletto. All'età di 15 anni abbandonò la scuola, nel dicembre 1956, per lavorare nella fattoria come manovale.
Fred dichiarò di essere stato iniziato al sesso da sua madre a 12 anni, di aver praticato atti di zoofilia con vari animali della fattoria da adolescente, e di avere preso dal padre la credenza che l'incesto fosse una cosa normale, dato che il genitore si accoppiava frequentemente con le sue sorelle. Il fratello minore di Fred, Doug, smentì in seguito queste dichiarazioni definendole "fantasie partorite dalla mente malata di Fred".
Nel giugno 1961, la sorella tredicenne di Fred, Kitty, disse alla madre che Fred la violentava dal dicembre precedente e che l'avesse messa incinta. Arrestato nello stesso mese, Fred ammise candidamente alla polizia che molestava abitualmente le ragazzine e chiese agli agenti: «Perché, non lo fanno tutti?». Fu sottoposto a processo il 9 novembre, ma Kitty si rifiutò di testimoniare e il caso fu archiviato. Dopo questo episodio la sua famiglia lo ripudiò cacciandolo di casa e Fred andò a vivere dalla zia Violet. Verso la metà del 1962, si riconciliò con la madre, ma le relazioni con gli altri familiari non furono mai più le stesse.

### Primo matrimonio
Il 17 novembre 1962, a ventuno anni, Fred si sposò con Catherine ("Rena") Bernadette Costello. La ragazza era incinta di un autista di bus asiatico con il quale aveva avuto una precedente relazione. Inizialmente la coppia visse a casa della zia di Fred, poi si trasferì a Coatbridge, dove Fred cominciò a lavorare come gelataio ambulante. La figlia di Rena, Charmaine, nacque nel marzo 1963 e per nasconderne la discendenza mista, Fred e Rena presero a dire di averla adottata. Poco dopo, la famiglia si trasferì a Savoy Street, Glasgow. Nel luglio 1964, Rena diede alla luce Anna Marie, figlia di Fred. In questo periodo iniziarono i maltrattamenti domestici da parte di Fred. In seguito la coppia fece amicizia con la sedicenne Anne McFall, che iniziò a trascorrere molto tempo con i West e che presto divenne l'amante di Fred. Quando Rena scoprì l'infedeltà del marito, cominciò a sua volta una relazione extraconiugale con un uomo di nome John McLachlan.
Il 4 novembre 1965, Fred uccise accidentalmente un bambino investendolo con il suo furgoncino dei gelati, a Glasgow. La faccenda non ebbe conseguenze penali, ma, a causa dell'ostilità dell'ambiente dopo l'incidente, Fred decise di trasferirsi a Gloucester. Per sfuggire agli abusi domestici e alle crescenti richieste di prestazioni sessuali a carattere sadico alle quali Fred la sottoponeva, Rena fuggì con McLachlan. Fred mantenne la custodia dei figli e minacciò la moglie di ucciderla se mai si fosse rifatta viva.

### Omicidio di Anne McFall
Nel luglio 1967, la McFall, all'epoca diciottenne ed incinta di un figlio di Fred, scomparve nel nulla. Non fu mai dichiarata ufficialmente persona scomparsa e nel giugno 1994 il suo cadavere, fatto a pezzi, fu rinvenuto in un campo tra Much Marcle e Kempley. Inizialmente Fred negò di aver ucciso la ragazza, ma confidò a una persona che andò a fargli visita in carcere dopo il suo arresto di averla accoltellata a morte durante una lite.
Il mese successivo, Rena tornò a vivere con Fred e la coppia si trasferì a Lake House Caravan Park. Inizialmente le cose sembrarono andare per il meglio, ma dopo un anno Rena lo lasciò nuovamente.

### Rosemary Letts
Fred West conobbe per la prima volta la quindicenne Rosemary Letts all'inizio del 1969. I due si incontrarono a una fermata dell'autobus per Cheltenham. Inizialmente, Rose non si mostrò attratta dall'uomo, ma in seguito cedette alle sue lusinghe. Fred venne a sapere dalla ragazzina che, nonostante non avesse ancora mai avuto un fidanzato vero e proprio, fosse già molto attiva sessualmente. Egli inoltre si accattivò ulteriormente le simpatie di Rose presentandosi come un padre di famiglia abbandonato dalla moglie fedifraga.
Dopo una settimana dal loro incontro, Rose lasciò l'impiego in un panificio per diventare la baby sitter di Charmaine e Anna Marie. Svariati mesi dopo, Rose presentò Fred ai suoi genitori; il padre, Bill Letts, sofferente di schizofrenia e probabile molestatore della figlia, disapprovò veementemente la relazione.
Il giorno del suo sedicesimo compleanno, Rose tornò a casa dei genitori (all'epoca Fred stava scontando una pena in carcere di 30 giorni per furto e debiti non pagati). Quando Fred uscì di galera, Rose disse alla sua famiglia di essere incinta di lui e che sarebbero andati a convivere.
Tre mesi dopo, la coppia traslocò a Midland Road, Gloucester. Il 17 ottobre 1970, Rose diede alla luce la prima figlia, Heather Ann. Due mesi dopo, Fred fu nuovamente incarcerato, per furto d'auto. Rimase in prigione fino al 24 giugno 1971.

### Omicidio di Charmaine West
Si ipotizza che Rose abbia ucciso Charmaine West poco tempo prima del rilascio di Fred dal carcere nel giugno 1971, per il suo desiderio di interrompere definitivamente i collegamenti con la madre di lei (Rena), prima moglie di West. Il 15 giugno, la donna portò Charmaine, Anna Marie ed Heather a far visita a Fred in prigione, ma qualche giorno dopo Charmaine sparì nel nulla. Rose spiegò la sparizione della bambina dicendo agli estranei che questa era andata a stare con la madre Rena a Bristol, informando anche la scuola del suo trasferimento.
Il corpo di Charmaine fu inizialmente stivato nella cantina dell'appartamento di Midland Road fino a quando Fred non fu rilasciato dalla prigione. Più tardi, lui stesso seppellì il corpo nel cortile vicino alla porta sul retro dell'appartamento e rimase irremovibile sul fatto di non aver smembrato il cadavere della figlioletta. Un'autopsia successiva suggerì che il corpo era stato reciso all'anca; questo danno potrebbe essere stato causato da lavori di costruzione condotti da Fred nel 1976. Diverse ossa - in particolare rotule, dita, ossa del polso, e ossa delle caviglie - mancavano dal suo scheletro, portando alla speculazione che le parti mancanti potessero essere state mantenute come ricordo da Fred (questa si rivelò una scoperta distintiva in tutte le autopsie delle vittime riesumate nel 1994).

### Omicidio di Catherine "Rena" West
Rena mantenne sporadici contatti con la famiglia dopo il suo secondo abbandono del marito, e la coppia alla fine si separò legalmente. Nel 1971 Rena comunicò a Fred il desiderio di chiedere la custodia delle figlie. Questa fu l'ultima volta nella quale la donna fu vista viva. Si suppone che sia stata uccisa per strangolamento dallo stesso Fred. Quando il cadavere della donna venne rinvenuto, gli inquirenti si trovarono davanti un corpo smembrato e messo in varie buste di plastica, sepolto vicino a un albero a Letterbox Field.

### Fred & Rose
Il 29 gennaio 1972 Frederick West si sposò in seconde nozze con Rosemary Letts, allora diciottenne. La cerimonia si svolse presso il Gloucester Register Office, dove Fred dichiarò falsamente di essere scapolo sul certificato di matrimonio. Nessun familiare o amico venne invitato alla cerimonia. Svariati mesi dopo, con Rose incinta del secondo figlio, la coppia si trasferì al numero 25 di Cromwell Street. Inizialmente, la casa di tre piani fu presa in affitto; ma in seguito Fred comprò la casa per 7.000 sterline. Per compensare l'investimento, molte delle camere ai piani superiori furono convertite in stanze da letto per pensionanti, da affittarsi a studenti fuori sede. Il 1º giugno, Rose diede alla luce la seconda figlia, che fu chiamata Mae June.

#### Prostituzione
Poco tempo dopo la nascita della bambina, Rose iniziò a esercitare la professione di prostituta ricevendo i clienti nelle camere ai piani superiori. Fred la incoraggiò nell'iniziativa facendole mettere anche degli annunci sul giornale. In aggiunta alla prostituzione, Rose ebbe anche diverse occasionali storie di sesso con pensionanti di entrambi i sessi che soggiornavano a casa loro. Quando aveva una relazione sessuale con una donna, Rose incrementava gradualmente il suo livello di brutalità nel rapporto, sottoponendo la partner a pratiche sadomaso. Se la donna si rifiutava o esprimeva qualche timore, Rose si eccitava ancora di più.
A molte di queste donne, risultò presto chiaro che Rose e suo marito (che spesso partecipava agli incontri sessuali a tre) ricavassero particolare piacere nel sesso violento, sottoponendo le vittime a pratiche di sadismo. Fred possedeva un'ampia collezione di materiale pornografico estremo che includeva zoofilia, feticismo, bondage e pedofilia.
Rose gestiva le risorse finanziarie della famiglia. La stanza utilizzata da Rose per prostituirsi in casa fu soprannominata "Rose's Room", e alle pareti furono fatti vari buchi in modo che Fred potesse sbirciare gli incontri sessuali della moglie con i clienti.
Nel 1977, il padre di Rose e Fred aprirono insieme un bar chiamato "The Green Lantern", che presto andò in fallimento. Quando Bill Letts scoprì che sua figlia Rose si prostituiva, invece di infuriarsi volle anche lui fare sesso con lei. Nel 1983, Rose era già madre di otto figli, almeno tre dei quali avuti da clienti. Fred riconobbe questi figli come se fossero suoi.

#### Violenze e abusi domestici
Quando ogni figlio della coppia raggiungeva i sette anni di età, Fred e Rose assegnavano loro dei compiti giornalieri da svolgersi in casa; erano autorizzati a socializzare con altri bambini solo in presenza dei genitori, e venivano severamente puniti se trasgredivano le regole familiari. Le punizioni corporali venivano solitamente inflitte da Rose, solo occasionalmente dal padre. Una volta, la loro figlia Heather, insieme al fratello minore Stephen (nato nel 1973), scapparono di casa; ma entrambi ritornarono a Cromwell Street dopo qualche settimana e furono brutalmente picchiati. Tra il 1972 e il 1992, i figli dei West furono portati al pronto soccorso in 31 occasioni; ferite e lividi venivano motivati come conseguenza di incidenti domestici e non furono mai fatte segnalazioni ai servizi sociali.
Nel settembre 1972, i West portarono Anna Marie, 8 anni, nella cantina del 25 di Cromwell Street, dove la bambina fu spogliata, legata e stesa sopra un materasso dove venne violentata da Fred con l'attivo incoraggiamento di Rose. Dopo lo stupro, Rose spiegò alla bambina: «Tutti lo fanno alle proprie figlie. È compito del padre. Non preoccuparti, e non raccontare niente a nessuno». Chiarendo che gli abusi sarebbero proseguiti in futuro, Fred e Rose minacciavano i figli di violente ripercussioni se avessero raccontato qualcosa in giro.
Occasionalmente Rose abusava sessualmente lei stessa delle ragazzine, e provava grande piacere nel vederle mentre venivano violentate da Fred. Fin dall'eta di 13 anni, Fred e Rose costrinsero Anna Marie a prostituirsi in casa, dicendo ai clienti che la ragazza era sedicenne.
Heather e Mae West divennero il fulcro delle attenzioni incestuose di Fred dopo che Anna Marie se ne andò di casa nel 1979 a seguito di una severa punizione corporale inflittale da Rose pochi giorni dopo essere stata dimessa dall'ospedale per il trattamento di una gravidanza ectopica. La frequenza degli abusi nei confronti di Heather e Mae aumentò quando le due ragazze raggiunsero la pubertà. Fred giustificava le proprie azioni con la semplice spiegazione: "Ti ho creato io; posso fare quello che voglio con te". Egli inoltre dichiarò più volte la sua intenzione di ingravidare entrambe le figlie, e occasionalmente costringeva i propri figli a guardare materiale pornografico insieme a lui. In un'occasione Heather si lamentò degli abusi sessuali da parte del padre con la madre, ma Rose si limitò a riderle in faccia.

### Gli omicidi di Cromwell Street
Nell'aprile 1973 la coppia commise il suo primo omicidio conosciuto. La vittima fu la diciannovenne Lynda Gough, con la quale Fred e Rose avevano fatto amicizia agli inizi del 1973. La ragazza faceva regolarmente visita ai West a Cromwell Street, ed ebbe due relazioni sentimentali con due dei pensionanti della casa. Il 19 aprile si trasferì a Cromwell Street e non se ne seppe più nulla. Quando anni dopo il suo corpo fatto a pezzi venne ritrovato sepolto dietro il garage, la mascella era interamente coperta da pesante nastro adesivo per silenziare le grida, e due piccoli tubicini erano stati inseriti nelle narici per permetterle di respirare durante le torture. Dal cadavere mancavano anche numerose ossa.
Tra il novembre 1973 e l'aprile 1975 altre cinque vittime furono torturate, stuprate e uccise nella cantina della casa dei West a Cromwell Street. La prima di queste, la quindicenne Carol Ann Cooper, venne rapita il 10 novembre 1973 mentre aspettava l'autobus a Warndon dopo aver passato la serata al cinema con il suo fidanzato. Fatta entrare con la forza nell'auto di Fred, fu imbavagliata e legata, portata a casa dei West, e uccisa in cantina dopo varie sevizie di natura sessuale. Nei successivi 17 mesi, ulteriori quattro vittime di età compresa tra i 15 e i 21 anni subirono lo stesso destino.
Dopo l'omicidio della diciottenne Juanita Mott nell'aprile 1975, Fred cementificò il pavimento della cantina. Nel maggio 1978, Fred violentò e uccise una pensionante di nome Shirley Robinson, 18 anni. La Robinson aveva preso in affitto una stanza dai West nell'aprile 1977, ed era in avanzato stato di gravidanza quando fu assassinata. Il suo corpo venne sepolto in giardino, smembrato e con il feto rimosso dal ventre. L'ultimo omicidio del quale si sia a conoscenza che Fred e Rose commisero a scopo sessuale, fu quello della sedicenne Alison Chambers, il 5 agosto 1979. Fuggita da una casa famiglia, la ragazza era stata assunta dai West come bambinaia. Finì sepolta in giardino a Cromwell Street, vicino al muro esterno della stanza da bagno.

### Arresto e indagini
Il 6 agosto del 1992, la polizia britannica diede inizio ad un'indagine a carico di West e di sua moglie Rosemary (come complice), accusando la coppia di stupro e crudeltà infantile nei confronti dei propri figli. L'inchiesta era nata grazie alla testimonianza della madre di uno dei compagni di scuola dei bambini che, riportando una confidenza raccolta dal proprio figlio, raccontò agli investigatori di essere a conoscenza di un episodio di stupro (dei West) nei confronti delle loro figlie. Le accuse contro la coppia caddero però nel vuoto quando, chiamati a giudizio il 7 giugno del 1993, i due principali testimoni rifiutarono di testimoniare.
La polizia continuò comunque a investigare sulla coppia, spostando l'attenzione sulla strana scomparsa (dal 1987) di un'altra loro figlia, la sedicenne Heather, soprattutto dopo aver raccolto alcune dichiarazioni delle assistenti sociali riguardanti una frase pronunciata da uno dei fratelli della ragazza ("Heather può essere sepolta sotto il patio"), ottenendo così un ulteriore mandato di perquisizione nel febbraio del 1994, che consentiva loro di scavare nel giardino posto nel retro dell'abitazione.
Gli scavi, che iniziarono il 24 febbraio 1994, portarono alla luce dei resti di ossa umane. Frederick West, che nel frattempo era stato tratto in arresto, dapprima confessò (per poi ritrattare e poi di nuovo confessare) l'omicidio di sua figlia, negando però il coinvolgimento della moglie Rosemary che, difatti, non venne arrestata fino all'aprile del 1994. Dopo quella macabra scoperta gli scavi proseguirono portando al ritrovamento di altri corpi e, il 4 marzo, West ammise di aver commesso altri nove omicidi, compreso quello della sua prima moglie Catherine "Rena" Costello. Lo scheletro della figlia Heather (incinta di suo padre) e del figlio mai nato vennero ritrovati in giardino, mentre altri resti di due corpi vennero successivamente rinvenuti nei campi vicino al villaggio di Kempley.
Dopo la scoperta della "casa degli orrori", molte altre donne si fecero avanti raccontando di come i West le adescassero in macchina e di come poi venissero legate con il nastro adesivo, prima di essere violentate (spesso da lei per prima).
Fred e Rosemary vennero quindi accusati, rispettivamente, di 11 e 10 omicidi e portati davanti al magistrato di Gloucester, il 30 giugno 1994: le loro vittime erano state tutte uccise durante pratiche erotiche non consensuali o per evitare che raccontassero quanto avveniva nella casa; i loro corpi erano stati smembrati e sepolti nel giardino, oppure sotto la cucina. Le prove contro Rosemary, a differenza di suo marito, non vennero supportate da una sua confessione e, processata nell'ottobre del 1995, venne riconosciuta colpevole di tutti gli omicidi e condannata al carcere a vita.

### Morte
Il 1º gennaio del 1995, durante il periodo di custodia cautelare in attesa del processo, Fred West venne ritrovato morto impiccato nella sua cella della Winson Green Prison, a Birmingham.
Nell'ottobre del 1996 la casa venne demolita ed il luogo trasformato in un percorso tra una via e quella adiacente. Ogni mattone ed ogni pezzo di legno venne distrutto per scoraggiare i cacciatori di souvenir.

## Le vittime accertate
- Charmaine West (nata il 22 febbraio 1963): figlia illegittima della prima moglie di Fred, Rena Costello, che l'aveva concepita con un camionista asiatico, uccisa nel giugno del 1971 da Rosemary mentre il marito era in prigione, per il suo desiderio di interrompere definitivamente i collegamenti con la madre di lei (Rena), prima moglie di West.
- Catherine "Rena" West (nata il 14 aprile 1944): prima moglie di West, uccisa nell'agosto del 1971 per evitare che avviasse un'indagine sulla scomparsa della figlia Charmaine.
- Lynda Gough (nata il 1º maggio 1953): uccisa nell'aprile del 1973. Dopo la sua scomparsa la madre la cercò presso il suo ultimo domicilio (la casa dei West) e notò che Rosemary indossava abiti appartenuti alla figlia ma, al tempo, credette alla versione della donna che le raccontò come Lynda avesse deciso di trasferirsi a Weston, in cerca di lavoro.
- Carol Ann Cooper (nata il 10 aprile 1958): scomparsa mentre tornava a casa a piedi dal cinema e uccisa nel novembre del 1973.
- Lucy Katherine Partington (nata il 4 marzo 1952): uccisa nel dicembre del 1973. Trascorso il Natale con la sua famiglia a Cheltenham, scomparve dopo aver lasciato la casa per prendere un autobus. Ci furono prove che la ragazza venne mantenuta in vita per almeno alcuni giorni. Una settimana dopo la sua scomparsa, il 3 gennaio 1974, Fred venne visitato in ospedale per una lacerazione. Un coltello che corrisponde a quel taglio venne poi ritrovato con il corpo della Partington e, secondo la polizia, venne utilizzato dall'uomo per lo smembramento del corpo. L'autore inglese Martin Amis, che era cugino di primo grado di Lucy, ne racconta la tragica morte nel suo libro autobiografico Esperienza (Experience, 2000).
- Therese Siegenthaler (nata il 27 novembre 1952): uccisa nell'aprile del 1974, era una studentessa londinese che, lasciata la capitale in autostop in direzione dell'Irlanda, era misteriosamente scomparsa.
- Shirley Hubbard (nata il 26 giugno 1959): uccisa nel novembre del 1974, i suoi resti vennero ritrovati con la testa completamente coperta di nastro isolante e con un tubo di gomma inserito nel naso per permetterle di respirare.
- Juanita Marion Mott (nata il 1º marzo 1957): uccisa nell'aprile del 1975 ed ex-inquilina della casa di Cromwell St, Mott viveva con un amico di sua madre a Newent, all'epoca della scomparsa.
- Shirley Anne Robinson (nata l'8 ottobre 1959): uccisa nel maggio del 1978, la Robinson era solita prostituirsi per i West ed ebbe anche una relazione sentimentale continuativa con l'uomo. Scomparve dopo essere rimasta incinta di Fred.
- Alison Chambers (nata l'8 settembre 1962): ultima vittima (per motivi sessuali) di Fred, nell'agosto 1979.
- Heather Ann West (nata il 17 ottobre 1970): figlia di Fred ed uccisa nel giugno del 1987, Heather era diventata il centro delle attenzioni dell'uomo che, una volta appreso che la stessa usava lamentarsi degli abusi con alcuni amici, decise di eliminarla raccontando agli altri figli come la sorella avesse lasciato la casa per un lavoro a Devon per poi minacciarli, in seguito, di farli "finire sotto il patio, come Heather" se si fossero comportati male. Il corpo di Heather fu poi effettivamente trovato sotto il patio e il suo omicidio portò indirettamente all'arresto dei West, quasi sette anni dopo.

## Possibili altre vittime
La polizia è fermamente convinta che i coniugi West siano responsabili di altri omicidi irrisolti. Si ipotizza che possano aver compiuto almeno altri dieci omicidi tra il 1971 e il 1979, sette dei quali per motivi sessuali. Ufficialmente, dopo la serie di uccisioni del 1973-1975, Fred e Rose non commisero altri crimini fino al 1978. Uccisero ancora nel 1979, per poi fermarsi per un periodo di otto anni fino a quando non uccisero la propria figlia Heather nel 1987. Le autorità non sono a conoscenza di ulteriori delitti dopo questa data.
Durante gli interrogatori formali, Fred West confessò di aver ucciso oltre 30 persone, indicando che c'erano altri 18 cadaveri di vittime non ancora note.

## Riferimenti nella cultura di massa
- Alla vicenda è ispirata una mini serie britannica, Appropriate Adult, prodotta dalla ITV nel 2011.[53][54]
- Channel 5 commissionò una serie di documentari circa gli omicidi dei West. La serie, intitolata Fred and Rose: The West Murders, è stata trasmessa nell'ottobre 2001.[55]
- Discovery Networks Europe produsse il documentario Crimes that Shook the World: The Wests, andato in onda nel 2006 e narrato da Tim Pigott-Smith.[56]
- Un secondo documentario commissionato da Channel 5, When Fred met Rose, è stato mandato in onda nel novembre 2014.[57]
- Il documentario di ITV Fred and Rose West: The Real Story, narrato da Trevor McDonald, sarebbe dovuto andare in onda in Gran Bretagna il 31 gennaio 2019, ma la trasmissione venne rimandata per motivi legali.[58] Il documentario andò in onda il 21 febbraio 2019.[59]
- Nel maggio 2025 è stato distribuito il documentario in tre parti Fred and Rose West: A British Horror Story. Commissionata da Netflix, la serie include interviste all'avvocato di Fred, Howard Ogden.